# فردریک لاندئوس
فردریک لاندئوس (انگلیسی: Fredric Landelius; ۸ اکتبر ۱۸۸۴ – ۲ سپتامبر ۱۹۳۱) ورزشکار ورزش تیراندازی اهل سوئد بود.
وی در مسابقات کشوری و بین‌المللی در مجموع برندهٔ ۳ مدال نقره، ۲ مدال برنز شده‌است.